# Pierre Rémi François de Paule Willemet
Pierre Rémi François de Paule Willemet (19 de enero de 1762, Montpellier - 27 de julio de 1790, íbid.) fue un naturalista, doctor en medicina y explorador francés, que realizó expediciones botánicas a Sri Lanka, África tropical, Madagascar.

## Biografía
Era hijo del también botánico Pierre Remi Willemet 1735-1807.
Al lado de André Thouin (1746-1824), Louis-Augustin Bosc d’Antic (1759-1828), Aubin-Louis Millin de Grandmaison (1759-1818) y de Pierre Marie Auguste Broussonet (1761-1807), participa, en 1787, de la fundación de la primera sociedad linneana del mundo, la Sociedad Linneana de París. Y son luego imitados por otros naturalistas. Esta sociedad se disuelve en 1789.

## Algunas publicaciones
- 1805. Phytographie encyclopédique, ou Flore de l'ancienne Lorraine et des départements circonvoisins. Ed. Guivard. 8 pp.

### Libros
- 1793. Matière médicale indigène, ou Traité des plantes nationales substituées avec succès à des végétaux exotiques, auxquels on a joint des observations médicinales sur les mêmes objets, ouvrage qui a remporté le 3 décembre 1776 le premier prix double au jugement de MM. de l'Académie des sciences, belles-lettres et arts de Lyon. Ed. Vve Leclerc. 152 pp.

- 1791. Monographie pour servir à l'histoire naturelle et botanique de la famille des plantes étoilées, ouvrage couronné dans la séance publique de l'Académie royale des sciences, arts et belles-lettres de Lyon, le 7 décembre 1790. Ed. A. Koenig. 103 pp.

- georg franz Hoffmann, pierre j. Amoreux, pierre r. f. p. Willemet. 1787. Mémoires sur l'utilité des Lichens. 308 pp. En línea

- 1787. Lichénographie économique, ou Histoire des lichens utiles dans la médecine et dans les arts, mémoire à qui l'Académie de Lyon a décerné l'accessit en 1786. 48 pp.

- 1780. Phytographie economique. Ed. Chez la Veuve Leclerc. 164 pp. En línea

- 1780. Phytographie économique de la Lorraine, ou Recherches botaniques sur les plantes utiles dans les arts, ouvrage couronné dans la séance publique de l'Académie royale des sciences, arts et belles-lettres de Nancy, le 8 mai 1779. Ed. Vve Leclerc. 142 pp.

- jean françois Coste, pierre r. f. p. Willemet. 1778. Essais botaniques, chimiques et pharmaceutiques ... Ed. Chez la Veuve Leclerc. 120 pp. En línea

## Honores

### Epónimos
Especies
- (Cyperaceae) Scirpus willemetii Steud.[2]

- (Poaceae) Festuca willemetii Savi[3]

## Fuente
- Marie-Louise Bauchot, Jacques Daget & Roland Bauchot. 1997. Ictiología en Francia a Principios del s. XIX : la « Histoire Naturelle des Poissons » de Cuvier (1769-1832) y de Valenciennes (1794-1865).  en Colecciones hechas en ictiología y en herpetología (Pietsch T.W., Anderson W.D., dir.) Am. Soc. of Ichthyologists & Herpetologists : 27-80. ISBN 0-935858-91-7
- La abreviatura «P.Willemet» se emplea para indicar a Pierre Rémi François de Paule Willemet como autoridad en la descripción y clasificación científica de los vegetales.[1]